# Socorro Ramos
Socorro Ramos (Santa Cruz, 23 september 1923), ook bekend als "Nanay Coring" is een Filipijns ondernemer. Ze is de vrouw achter National Bookstore, de grootste boekwinkelketen van de Filipijnen.

## Biografie
Socorro Ramos werd geboren als Maria Socorro Cancio op 23 september 1923 in Santa Cruz, Laguna. Ze groeide op een in ondernemend gezin. Als kind hielp ze op jonge leeftijd mee in de winkel van haar ouders en de marktkraam van haar grootmoeder. Na de afronding van de Arellano High School werkte ze als winkelmeisje in de Goodwill Book Store van de familie Ramos. Socorro's broer Manuel trouwde met een van de dochters van de familie Ramos en in 1940 werd een nieuwe boekwinkel geopend aan Escolta Street op de begane grond van Panciteria National. Jose Ramos kreeg er de leiding en vroeg Socorro om er voor hem te komen werken. De winkel werd National Book Store genoemd. Kort daarop trouwde ze met Jose, ondanks een verbod van haar familie.
Tijdens de Japanse bezetting werden veel van de (Amerikaanse) boeken verstopt en verkocht het koppel met name kantoorartikelen, zeep en teenslippers. Tijdens de Slag om Manilla in 1945 ging hun winkel in vlammen op en moesten ze opnieuw beginnen met de voorraad verstopte boeken. Drie jaar later sloeg het noodlot echter weer toe, toen een tyfoon de herbouwde winkel op de nieuwe locatie aan Rizal Avenue opnieuw vernietigde. Wederom werd de National Book Store weer opgebouwd door Socorro en Jose Ramos.
Na verloop van tijd breidde de winkel uit. Op voorspraak van de drie kinderen van Socorro en Jose werden nieuwe vestigingen geopend. Het bedrijf werd een echt familiebedrijf en groeide uit tot een keten van boekenwinkels met vestigingen door het hele land. In de jaren 90 telde de keten ongeveer 50 vestigingen. Twintig jaar later waren het er 145. De National Book Store was daarmee de grootste boekwinkelketen van de Filipijnen en een van de grootste bedrijven in de Filipijnse detailhandel.
Ramos werd in september 2023 100 jaar.